# Omonia Nikozja
Omonia Nikozja – cypryjski klub piłkarski z siedzibą w Nikozji. Założony został w 1948 roku. Od tego czasu zdobył 21 mistrzostw kraju oraz 15 razy Puchar Cypru.

## Sukcesy
- Mistrzostwo Cypru (21×)[1]: 1960/1961, 1965/1966, 1971/1972, 1973/1974, 1974/1975, 1975/1976, 1976/1977, 1977/1978, 1978/1979, 1980/1981, 1981/1982, 1982/1983, 1983/1984, 1984/1985, 1986/1987, 1988/1989, 1992/1993, 2000/2001, 2002/2003, 2009/2010, 2020/2021[2]
- Puchar Cypru (16×)[1]: 1964/1965, 1971/1972, 1973/1974, 1979/1980, 1980/1981, 1981/1982, 1982/1983, 1987/1988, 1990/1991, 1993/1994, 1999/2000, 2004/2005, 2010/2011, 2011/2012, 2021/2022, 2022/23
- Superpuchar Cypru (16×)[1]: 1965/1966, 1978/1979, 1979/1980, 1980/1981, 1981/1982, 1982/1983, 1986/1987, 1987/1988, 1988/1989, 1990/1991, 1993/1994, 2000/2001, 2002/2003, 2004/2005, 2009/2010, 2011/2012

## Skład na sezon 2024/25
Stan na 30 sierpnia 2024
| Nr | Poz. | Piłkarz              |
| -- | ---- | -------------------- |
| 1  | BR   | Konstantinos Panagi  |
| 2  | OB   | Alpha Diounkou       |
| 3  | OB   | Fotis Kitsos         |
| 4  | OB   | Filip Helander       |
| 5  | OB   | Senou Coulibaly      |
| 7  | NA   | Willy Semedo         |
| 9  | NA   | Andronikos Kakoullis |
| 10 | NA   | Omer Atzili          |
| 11 | PO   | Ewandro              |
| 14 | NA   | Mariusz Stępiński    |
| 17 | OB   | Janis Masuras        |
| 20 | PO   | Mateo Marić          |
| 21 | NA   | Veljko Simić         |
| 22 | OB   | Ádám Lang            |

| Nr | Poz. | Piłkarz                  |
| -- | ---- | ------------------------ |
| 23 | BR   | Francis Uzoho            |
| 24 | OB   | Amine Khammas            |
| 30 | OB   | Nikolas Panagiotou       |
| 31 | PO   | Ioannis Kousoulos        |
| 33 | PO   | Mateusz Musiałowski      |
| 40 | BR   | Fabinho                  |
| 74 | PO   | Panagiotis Andreou       |
| 76 | PO   | Charalampos Charalampous |
| 78 | BR   | Pantelis Michael         |
| 80 | PO   | Novica Eraković          |
| 90 | PO   | Roman Bezus              |
| 98 | BR   | Charalambos Kyriakides   |